# بخش تنگومائل
تنگومائل یک بخش است که در استان سُوم در شمال غربی بورکینا فاسو قرار دارد. مرکز این بخش شهر تنگوماول است.